# Jeffrey Donovan

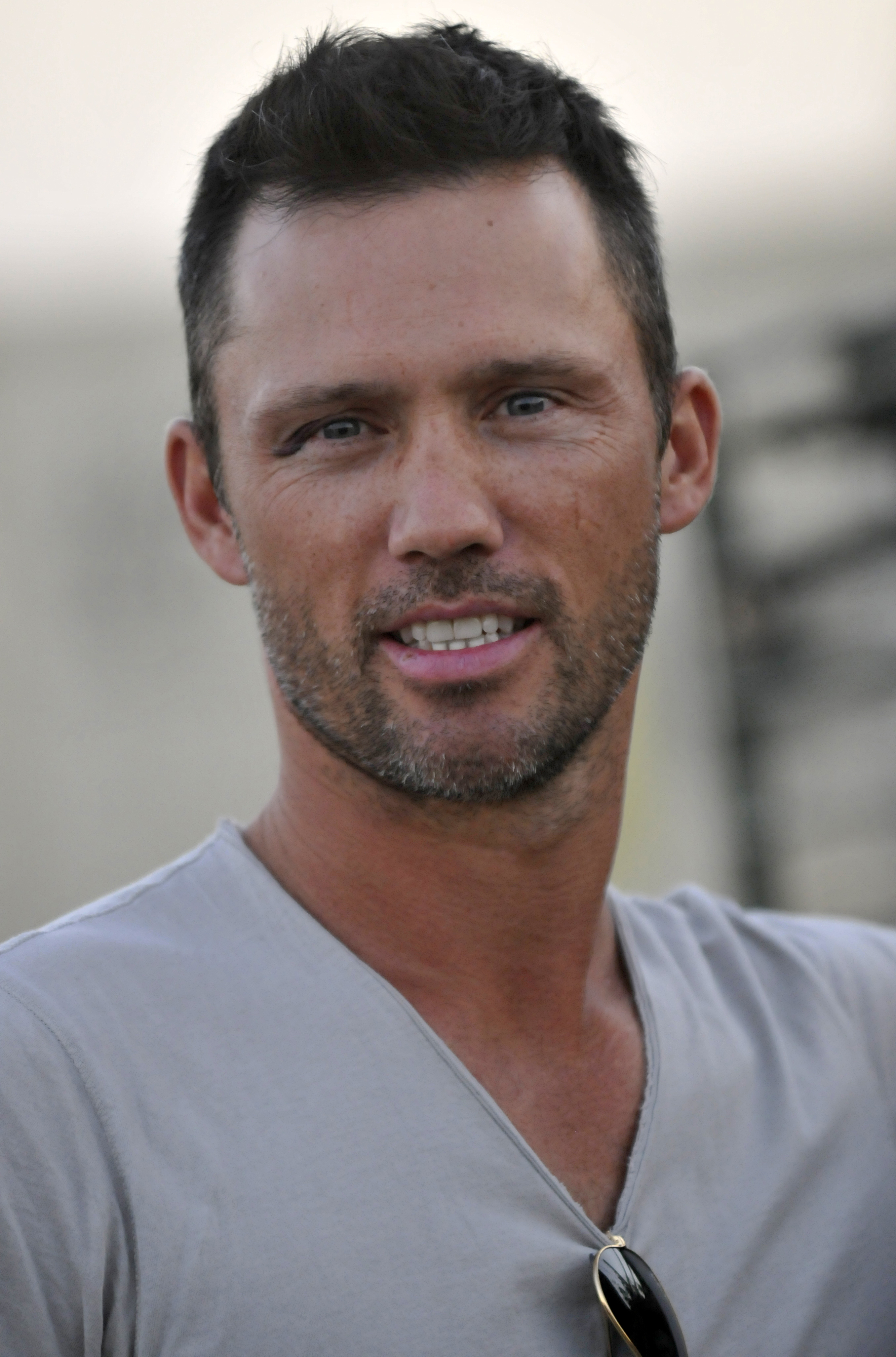
Jeffrey Donovan, 2009

Jeffrey Donovan (* 11. Mai 1968 in Amesbury, Massachusetts) ist ein US-amerikanischer Schauspieler, hauptsächlich bekannt für seine Hauptrolle als Michael Westen in der Fernsehserie Burn Notice.

## Leben und Leistungen
Jeffrey Donovan studierte Schauspielkunst an der New York University. Er debütierte in einer der größeren Rollen in dem Independent-Kriminaldrama Throwing Down aus dem Jahr 1995. Größere Rollen spielte er in dem zwei Jahre später produzierten Independent-Filmdrama Ein Grab zu viel sowie in dem Horrorfilm Blair Witch 2 aus dem Jahr 2000.
Für seine Nebenrolle in dem Filmdrama Sam & Joe (2003) gewann Donovan einen Preis des Festivals Method Fest. In dem Filmdrama Come Early Morning – Der Weg zu mir spielte er die Rolle von Cal Percell, in den sich Lucy Fowler (Ashley Judd) verliebt. In dem Filmdrama Believe in Me (2006) spielte er neben Samantha Mathis und Bruce Dern eine der Hauptrollen. In dem Drama Der fremde Sohn (2008) von Clint Eastwood spielte er neben Angelina Jolie eine der Hauptrollen als Polizei-Captain J.J. Jones.
Von 2007 bis zum Serienende 2013 war Donovan in der Hauptrolle der Fernsehserie Burn Notice als der ehemalige Geheimagent Michael Westen zu sehen. Nachdem er 2010 bei der Folge Made Man (4x03) Regie geführt hatte, war Donovan 2011 auch beim zugehörigen Fernsehfilm Burn Notice: The Fall of Sam Axe für die Regie verantwortlich. In diesem Fernsehfilm hatte er auch einen Cameo-Auftritt als seine Serien-Figur Michael Westen. 2012 und 2013 führte Donovan erneut in jeweils einer Folge der Serie die Regie.
2015 war er in der zweiten Staffel der Serie Fargo in einer Nebenrolle als Dodd Gerhardt zu sehen.
Der Schauspieler lebt in Los Angeles. Seit 2010 ist Donovan mit dem 23 Jahre jüngeren Model Michelle Woods liiert. Die beiden verlobten sich im Juni 2012, die Hochzeit fand kurze Zeit später statt. Im Dezember 2012 wurden die beiden Eltern einer Tochter.

## Filmografie (Auswahl)
- 1995: Throwing Down
- 1995: Homicide (Homicide: Life on the Street, Fernsehserie, Folge 4x04)
- 1996: Sleepers
- 1997–1998: Pretender (The Pretender, Fernsehserie, 3 Folgen)
- 1997: Ein Grab zuviel (Catherine’s Grove)
- 1997, 2005: Law & Order (Fernsehserie, 2 Folgen, verschiedene Rollen)
- 1998: The Sound of War (When Trumpets Fade)
- 1999: Chaos City (Spin City, Fernsehserie, 2 Folgen)
- 2000: Bait – Fette Beute (Bait)
- 2000: Blair Witch 2 (Book of Shadows: Blair Witch 2)
- 2002: Purpose
- 2003: Sam & Joe
- 2004: FBI Serial Crime – Im Kopf des Killers (Touching Evil, Fernsehserie, 12 Folgen)
- 2005: CSI: Miami (Fernsehserie, Folge 3x16)
- 2005: Hitch – Der Date Doktor (Hitch)
- 2006: Come Early Morning – Der Weg zu mir (Come Early Morning)
- 2006: Nemesis – Der Angriff (Threshold, Fernsehserie, Folge 1x12)
- 2006: Believe in Me
- 2006: Monk (Fernsehserie, Folge 4x14)
- 2007: Crossing Jordan – Pathologin mit Profil (Crossing Jordan, Fernsehserie, 5 Folgen)
- 2007: Law & Order (Fernsehserie, Folge 17x17 Im Fegefeuer als ‚Jacob Reese‘)
- 2008: Der fremde Sohn (Changeling)
- 2007–2013: Burn Notice (Fernsehserie, 111 Episoden)
- 2011: Burn Notice: The Fall of Sam Axe (Fernsehfilm)
- 2011: J. Edgar
- 2015: Sicario
- 2015: Extinction
- 2015: Fargo (Fernsehserie, 7 Episoden)
- 2016: LBJ
- 2016–2017: Shut Eye (Fernsehserie, 20 Episoden)
- 2017: Shot Caller
- 2018: Sicario 2 (Sicario: Day of the Soldado)
- 2019: Extremely Wicked, Shockingly Evil and Vile
- 2019: Villains
- 2020: Let Him Go
- 2020: Honest Thief
- 2021: Cash Truck (Wrath of Man)
- 2021: National Champions
- 2022: 892
- 2022–2023: Law & Order (Fernsehserie, 32 Episoden)
- 2022: Law & Order: Organized Crime (Fernsehserie, 3x01)
- 2022: Law & Order: Special Victims Unit (Fernsehserie, 24x01)
- 2022: R.I.P.D. 2: Rise of the Damned
- 2022: First Love
- 2023: Umzingelt (Surrounded)

## Synchronsprecher
Jeffrey Donovan wird in Deutschland von Nicolas Böll oder René Oltmanns gesprochen.